# Падерно-Понк'єллі
Падерно-Понк'єллі (італ. Paderno Ponchielli) — муніципалітет в Італії, у регіоні Ломбардія,  провінція Кремона. До 1862 року називалося 
Падерно-Понк'єллі розташоване на відстані близько 430 км на північний захід від Рима, 65 км на південний схід від Мілана, 14 км на північний захід від Кремони.
Населення — 1460 осіб (2014).
В цьому місті народився композитор Амількаре Понк'єллі, ім'я якого було увічнено у його назві в 1950 році.

## Демографія
Населення за роками:

Станом на 1 січня 2023 року в муніципалітеті офіційно проживало 185 іноземців з 22 країн, серед них 33 громадяни країн Євросоюзу та 6 громадян України.

## Сусідні муніципалітети
- Аннікко
- Казальбуттано-ед-Уніті
- Казальморано
- Кастельверде
- Сесто-ед-Уніті